# فرودگاه صحرایی گولد
فرودگاه صحرایی گولد (به انگلیسی: Gould Airfield) یک فرودگاه است . این فرودگاه در کشور استرالیا قرار دارد .